# Stelarc
Stelios Arcadiou (Limassol, 1946) es un artista de performance nacido en Chipre pero criado en Melbourne, Australia, cuyos trabajos se centran sobre todo en la extensión de las capacidades del cuerpo humano. En 1972 se cambió legalmente su nombre a Stelarc. La mayoría de sus piezas tienen como base la premisa de que el cuerpo humano es obsoleto. 

## Performances
Los performances idiosincráticos de Stelarc a menudo incluyen a la robótica u otras tecnologías relativamente modernas integradas con su cuerpo. En 26 diferentes performances se ha suspendido a sí mismo con ganchos sujetos a la piel, con la técnica de suspensión corporal, a menudo con una de sus invenciones robóticas integradas. Su último performance de suspensión se llevó a cabo en marzo de 2012 en Melbourne.
En otro performance permite que su cuerpo sea controlado remotamente por estimulantes electrónicos musculares conectados a internet. También ha realizado performances con un tercer brazo robótico, y una máquina en forma de araña neumática de seis piernas máquina en la que el usuario se sienta en el centro de las piernas, controlando la máquina a través de gestos de los brazos.

## Tercera oreja
En 2007, Stelarc se implantó quirurgicamente una oreja cultivada con células en el brazo izquierdo. Su antigua colaboradora, Nina Sellar, la artista australiana, fotografió esta modificación de cuerpo para su pieza Oblique: Images from Stelarc's Extra Ear Surgery. Piezas de ambos artistas estuvieron incluidas en una exposición en grupo que recibió una reseña en la revista científica BMJ.

## Obras
En 2005, MIT Press publicó Stelarc: The Monograph que es el primer estudio extenso del prolífico trabajo de Stelarc. Incluye imágenes de performances y entrevistas con varios escritores que incluyen William Gibson, quien relata sus reuniones con Stelarc.

## Premios y reconocimientos
- En 1995 Stelarc fue premiado por tres años con una beca por el Consejo Australiano para las Artes.
- En 1997 la Universidad Carnegie Mellon le nombró Profesor Honorario de Arte y Robótica.
- En 1998 fue nombrado artista-en-residencia en la ciudad de Hamburgo, Alemania.
- En 2000 la Universidad de Monash le otorgó un Grado Honorario en Leyes.
- En marzo de 2003, completó el programa arista-en-residencia en la Universidad Estatal de Ohio.
- En 2008 fue nombrado Miembro Senior en Investigación y Artista-en-Residencia, en los Laboratorios Auditivos MARCS de la Universidad de Sídney Occidental, Australia.
- En 2010 Stelarc recibió el prestigioso Ars Electronica Golden Nica en la categoría “Arte Híbrido” en Linz, Austria.[5]